# Championnat d'Irak de football 2009-2010
Navigation
Saison précédente Saison suivante
La saison 2009-2010 du Championnat d'Irak de football est la trente-sixième édition de la première division en Irak, la Division 1 League. La compétition rassemble 28 formations et se compose de plusieurs phases :
- les équipes sont réparties en deux poules géographiques (Nord et Sud) de dix-huit équipes qui s'affrontent deux fois, à domicile et à l'extérieur. Les six premiers passent à la phase suivante, les cinq derniers sont relégués en deuxième division.
- lors de l' Elite Stage, les douze qualifiés sont répartis en trois poules de quatre équipes et s'affrontent à nouveau deux fois. Le premier de chaque groupe et le meilleur deuxième se qualifient pour la passe finale.
- la phase finale est disputée en matchs à élimination directe entre les quatre qualifiés (demi-finales et finale).

C'est le Dohuk SC qui est sacré champion à l'issue de la saison, après avoir battu le Talaba SC lors de la finale nationale. L'Al-Zawra'a SC prend la 3e place à la suite de sa victoire face au triple tenant du titre, l'Arbil SC en match de classement. C'est le tout premier titre de champion d'Irak de l'histoire pour le Dohuk SC.

## Compétition
Le barème de points servant à établir les classements se décompose ainsi :
- Victoire : 3 points
- Match nul : 1 point
- Défaite : 0 point

### Première phase

#### Classement
| Rang | Équipe                  | Pts | J  | G  | N  | P  | Bp | Bc | Diff |
| ---- | ----------------------- | --- | -- | -- | -- | -- | -- | -- | ---- |
| 1    | Arbil SCT               | 80  | 33 | 25 | 5  | 3  | 67 | 14 | +53  |
| 2    | Al Qowa Al Jawia Bagdad | 73  | 33 | 22 | 7  | 4  | 60 | 19 | +41  |
| 3    | Dohuk SC                | 64  | 33 | 19 | 7  | 7  | 55 | 23 | +32  |
| 4    | Al-Zawra'a SC           | 63  | 33 | 19 | 6  | 8  | 39 | 23 | +16  |
| 5    | Nadi Bagdad             | 56  | 33 | 15 | 11 | 7  | 42 | 25 | +17  |
| 6    | Al Kahraba              | 53  | 33 | 13 | 14 | 6  | 38 | 25 | +13  |
| 7    | Al Masafi Bagdad        | 48  | 33 | 12 | 12 | 9  | 40 | 38 | +2   |
| 8    | Zakho FC                | 45  | 33 | 12 | 9  | 12 | 33 | 31 | +2   |
| 9    | Ramadi FC               | 40  | 33 | 9  | 13 | 11 | 31 | 33 | -2   |
| 10   | Mossoul FC              | 38  | 33 | 9  | 11 | 13 | 24 | 32 | -8   |
| 11   | Al-Hindiya              | 34  | 33 | 7  | 13 | 13 | 33 | 49 | -16  |
| 12   | Diyala FC               | 32  | 33 | 8  | 8  | 17 | 27 | 49 | -22  |
| 13   | Samarra FC              | 31  | 33 | 6  | 13 | 14 | 24 | 37 | -13  |
| 14   | Kirkouk FC              | 29  | 33 | 7  | 8  | 18 | 37 | 56 | -19  |
| 15   | Al Sharqat              | 28  | 33 | 5  | 13 | 15 | 20 | 45 | -25  |
| 16   | Salahaddin FC           | 25  | 33 | 4  | 13 | 16 | 27 | 51 | -24  |
| 17   | Masafi Al-Janob         | 14  | 33 | 2  | 8  | 23 | 20 | 76 | -56  |
| 18   | Pires FC forfait        | 26  | 17 | 7  | 5  | 5  | 22 | 13 | +9   |

| Rang | Équipe             | Pts | J  | G  | N  | P  | Bp | Bc | Diff |
| ---- | ------------------ | --- | -- | -- | -- | -- | -- | -- | ---- |
| 1    | Talaba SC          | 68  | 34 | 19 | 11 | 4  | 46 | 19 | +27  |
| 2    | Najaf FC           | 66  | 34 | 18 | 12 | 4  | 49 | 20 | +29  |
| 3    | Al Sina'a Bagdad   | 66  | 34 | 19 | 9  | 6  | 52 | 32 | +20  |
| 4    | Al Karbala         | 64  | 34 | 17 | 13 | 4  | 40 | 18 | +22  |
| 5    | Al Shorta Bagdad   | 62  | 34 | 17 | 11 | 6  | 49 | 33 | +16  |
| 6    | Naft Al-Janoob     | 61  | 34 | 17 | 10 | 7  | 40 | 22 | +18  |
| 7    | Al Mina'a Bassora  | 59  | 34 | 16 | 11 | 7  | 36 | 23 | +13  |
| 8    | Al Nafat Bagdad    | 48  | 34 | 14 | 6  | 14 | 39 | 34 | +5   |
| 9    | Nafit Maysan       | 47  | 34 | 12 | 11 | 11 | 44 | 37 | +7   |
| 10   | Diwaniya FC        | 43  | 34 | 12 | 7  | 15 | 37 | 44 | -7   |
| 11   | Al-Karkh SC        | 41  | 34 | 9  | 14 | 11 | 31 | 35 | -4   |
| 12   | Nassriya FC        | 38  | 34 | 7  | 17 | 10 | 34 | 39 | -5   |
| 13   | Al-Hassanin Bagdad | 38  | 34 | 9  | 11 | 14 | 32 | 46 | -14  |
| 14   | Kufa FC            | 34  | 34 | 8  | 10 | 16 | 32 | 41 | -9   |
| 15   | Al-Hedood Bagdad   | 32  | 34 | 6  | 14 | 14 | 19 | 39 | -20  |
| 16   | Samawa FC          | 23  | 34 | 6  | 5  | 23 | 30 | 59 | -29  |
| 17   | Al-Itesalat Bagdad | 20  | 34 | 4  | 8  | 22 | 23 | 51 | -28  |
| 18   | Maysan FC          | 14  | 34 | 2  | 8  | 24 | 17 | 58 | -41  |

### Elite Stage
| Rang | Équipe           | Pts | J | G | N | P | Bp | Bc | Diff |  | Résultats (▼ dom., ► ext.) | Zaw | Tal | Sin | Nad |
| ---- | ---------------- | --- | - | - | - | - | -- | -- | ---- |  | -------------------------- | --- | --- | --- | --- |
| 1    | Al-Zawra'a SC    | 10  | 6 | 3 | 1 | 2 | 6  | 4  | +2   |  | Al-Zawra'a SC              |     | 1-0 | 3-1 | 0-1 |
| 2    | Talaba SC        | 10  | 6 | 3 | 1 | 2 | 6  | 5  | +1   |  | Talaba SC                  | 2-1 |     | 1-2 | 0-0 |
| 3    | Al Sina'a Bagdad | 7   | 6 | 2 | 1 | 3 | 7  | 9  | -2   |  | Al Sina'a Bagdad           | 0-1 | 1-2 |     | 2-2 |
| 4    | Nadi Bagdad      | 6   | 6 | 1 | 3 | 2 | 3  | 4  | -1   |  | Nadi Bagdad                | 0-0 | 0-1 | 0-1 |     |

| Rang | Équipe           | Pts | J | G | N | P | Bp | Bc | Diff |  | Résultats (▼ dom., ► ext.) | Arb | Sho | Kah | Naj |
| ---- | ---------------- | --- | - | - | - | - | -- | -- | ---- |  | -------------------------- | --- | --- | --- | --- |
| 1    | Arbil SC         | 12  | 6 | 4 | 0 | 2 | 9  | 5  | +4   |  | Arbil SC                   |     | 0-1 | 3-1 | 2-1 |
| 2    | Al Shorta Bagdad | 9   | 6 | 2 | 3 | 1 | 5  | 5  | 0    |  | Al Shorta Bagdad           | 0-2 |     | 1-1 | 1-0 |
| 3    | Al Kahraba       | 8   | 6 | 2 | 2 | 2 | 6  | 7  | -1   |  | Al Kahraba                 | 1-0 | 0-0 |     | 2-1 |
| 4    | Najaf FC         | 4   | 6 | 1 | 1 | 4 | 7  | 10 | -3   |  | Najaf FC                   | 1-2 | 2-2 | 2-1 |     |

| Rang | Équipe                  | Pts | J | G | N | P | Bp | Bc | Diff |  | Résultats (▼ dom., ► ext.) | Doh | Qow | Kar | Naf |
| ---- | ----------------------- | --- | - | - | - | - | -- | -- | ---- |  | -------------------------- | --- | --- | --- | --- |
| 1    | Dohuk SC                | 16  | 6 | 5 | 1 | 0 | 10 | 4  | +6   |  | Dohuk SC                   |     | 2-0 | 3-2 | 1-0 |
| 2    | Al Qowa Al Jawia Bagdad | 9   | 6 | 2 | 3 | 1 | 7  | 3  | +4   |  | Al Qowa Al Jawia Bagdad    | 0-0 |     | 3-0 | 3-0 |
| 3    | Al Karbala              | 7   | 6 | 2 | 1 | 3 | 8  | 11 | -3   |  | Al Karbala                 | 2-3 | 1-1 |     | 2-1 |
| 4    | Naft Al-Janoob          | 1   | 6 | 0 | 1 | 5 | 1  | 8  | -7   |  | Naft Al-Janoob             | 0-1 | 0-0 | 0-1 |     |

### Phase finale

#### Demi-finales
| Équipe 1 | Résultat | Équipe 2      | Aller | Retour |
| -------- | -------- | ------------- | ----- | ------ |
| Arbil SC | 0 - 1    | Talaba SC     | 0 - 1 | 0 - 0  |
| Dohuk SC | 5 - 2    | Al-Zawra'a SC | 5 - 1 | 0 - 1  |

#### Match pour la3eplace
| 3 septembre 2010 | Al-Zawra'a SC | 2 - 1 | Arbil SC |  |  |
|                  |               |       |          |  |  |

#### Finale
| 4 septembre 2010 | Dohuk SC          | 1 - 0 | Talaba SC | Al-Shaab Stadium, Bagdad |                        |
|                  | Khalid Musher 82e |       |           | Arbitrage : Falah Abid   | Arbitrage : Falah Abid |

## Bilan de la saison
| Championnat d'Irak de football 2009-2010 |                      |
| Champion                                 | Dohuk SC (1er titre) |
| Coupes et trophées                       |                      |
| Vainqueur de la Coupe d'Irak 2009-2010   | Non disputée         |
| Qualifications continentales             |                      |
| Coupe de l'AFC 2011                      | Dohuk SC             |
| Coupe de l'AFC 2011                      | Talaba SC            |
| Coupe de l'AFC 2011                      | Arbil SC             |
| Promotions et relégations                |                      |
| Promus en Division 1 League              | Peshmerga FC         |
| Promus en Division 1 League              | Al Jaish Bagdad      |
| Relégués en Division 2 League            | 10 clubs             |